# Расстрел 26 бакинских комиссаров
«Расстрел 26 бакинских комиссаров» — картина Исаака Бродского, написанная в 1925 году. Мысль написать картину, посвящённую гибели 26 бакинских комиссаров, возникла у И. И. Бродского вскоре после окончания им большого исторического полотна «Торжественное открытие II конгресса Коминтерна» (1920—1924).
Тема Октябрьской революции и гражданской войны получила самое разнообразное отражение в творчестве живописца И. И. Бродского. Его полотнам на важнейшие историко-партийные темы присущи монументальный размах, реалистическая манера исполнения, которая характеризуется не только правдивостью общего, но и внимательным отношением к существенным деталям. Он прекрасный мастер рисунка и композиции. Колорит его картин обычно построен на сочетании тонко сгармонированных коричневатых и охристых тонов. Все эти качества присущи и его широко известной картине «Расстрел 26 бакинских комиссаров», в которой художник показал мужество коммунистов Закавказья, величие их духа и преданность долгу революции. Полотно написано на основе внимательного изучения документальных материалов. Бродский исторически правдиво передал трагедию, разыгравшуюся в закаспийских степях 20 сентября 1918 года. Изображён момент расстрела Шаумяна, Джапаридзе, Азизбекова, Фиолетова и других бакинских комиссаров. 
Газета «Заря Востока» писала:

Можно спорить об отдельных частностях и деталях картины И. И. Бродского, но одно несомненно — она дает чрезвычайно художественное, сильное и яркое изображение этого исторического эпизода. Художник не бьет искусственно по нервам, не преувеличивает, не впадает в тенденциозность, соблюдая историческую правдивость. Несмотря на это, — вернее, благодаря этому, — картина производит огромное впечатление, она — сплошной крик негодования, громкий протест, раздавшийся на весь мир. Художник ничего не подчеркивает, но вы смотрите на его картину, и вас охватывает чувство глубочайшего омерзения к английскому империализму и его наймитам, и вы не можете преодолеть глубочайшего преклонения перед героями-революционерами, славными борцами за Бакинскую коммуну… Художник не навязывает вам своих выводов, но вы уже их сделали, сделали при первом взгляде на картину; трагическая гибель 26-ти глубоко запечатлелась в вашем сердце, и вы шлете проклятие мертвому прошлому, которое все ещё пытается схватить новую, живую жизнь. Такова власть подлинного искусства!